# 布魯克巴赫河 (費爾希巴赫河支流)
49°4′58.30″N 11°3′39.93″E / 49.0828611°N 11.0610917°E
布魯克巴赫河（德語：Bruckbach），是德國的河流，位於該國東南部，由巴伐利亞負責管轄，屬於費爾希巴赫河的支流，處於埃滕施塔特以北1公里，河道全長0.8公里，發源自埃滕施塔特以北1公里。